# Powiat bolesławiecki
Powiat bolesławiecki är ett distrikt (powiat) i sydvästra Polen, beläget i västra delen av Nedre Schlesiens vojvodskap. Huvudort och största stad är Bolesławiec. Distriktet hade totalt 90 327 invånare i juni 2013.

## Administrativ kommunindelning
Distriktet indelas i sex kommuner, varav en stadskommun, en kombinerad stads- och landskommun och fyra landskommuner. Invånarantal för 2009 anges inom parentes.

### Stadskommun
- Bolesławiecs stad (40 021)

### Stads- och landskommun
- Nowogrodziec (14 912)

### Landskommuner
- Gmina Bolesławiec, Bolesławiecs landskommun (13 140)
- Gromadka (5 443)
- Osiecznica (7 394)
- Warta Bolesławiecka (8 141)